# روژانتسی
روژانتسی (به صربی: Rožanci) یک منطقهٔ مسکونی در صربستان است. روژانتسی ۱۱٫۵۹ کیلومتر مربع مساحت دارد.